# Stazione di Colico
Stazione di Colico vasútállomás Olaszországban, Lombardia régióban, Colico településen.

## Vasútvonalak
Az állomást az alábbi vasútvonalak érintik:
- Tirano–Lecco-vasútvonal
- Colico–Chiavenna-vasútvonal

## Kapcsolódó állomások
A vasútállomáshoz az alábbi állomások vannak a legközelebb:
- Stazione di Piona (Stazione di Lecco, Tirano–Lecco-vasútvonal)
- Stazione di Delebio (Stazione di Sondrio, Tirano–Lecco-vasútvonal)
- Stazione di Dubino (Stazione di Chiavenna, Colico–Chiavenna-vasútvonal)